# 第22回寬仁親王牌・世界選手権記念トーナメント
第22回寬仁親王牌・世界選手権記念トーナメントは、2013年7月12日から15日まで、弥彦競輪場で開催された競輪のGI競走である。

## 決勝戦

### 競走成績
- 7月15日（月）[1]
- 誘導員…鈴木庸之（新潟）

| 着順 | 車番 | 選手     | 登録地 | 着差     | 決まり手 | 上がり(秒) | H/B | 特記 |
| ---- | ---- | -------- | ------ | -------- | -------- | ---------- | --- | ---- |
| 1    | 4    | 金子貴志 | 愛知   |          | 差し     | 11.4       |     |      |
| 2    | 1    | 深谷知広 | 愛知   | タイヤ差 | 逃げ     | 11.5       | HB  |      |
| 3    | 5    | 成田和也 | 福島   | タイヤ差 |          | 11.2       |     |      |
| 4    | 8    | 井上昌己 | 長崎   | 1車身1/2 |          | 10.9       |     |      |
| 5    | 9    | 飯嶋則之 | 栃木   | 3/4車身  |          | 11.0       |     |      |
| 6    | 6    | 木暮安由 | 群馬   | 3/4車身  |          | 10.9       |     |      |
| 7    | 3    | 岡田征陽 | 東京   | 1/2車身  |          | 11.4       |     |      |
| 8    | 7    | 浅井康太 | 三重   | 1車輪    |          | 11.3       |     |      |
| 9    | 2    | 川村晃司 | 京都   | 1車身1/2 |          | 11.7       |     |      |

### 配当金額
| 枠番二連勝複式 | 1=4   | 460円   |
| 枠番二連勝単式 | 4-1   | 1550円  |
| 車番二連勝複式 | 1=4   | 1860円  |
| 車番二連勝単式 | 4-1   | 5860円  |
| 三連勝複式     | 1=4=5 | 5290円  |
| 三連勝単式     | 4-1-5 | 35830円 |
| ワイド         | 1=4   | 910円   |
| ワイド         | 4=5   | 1550円  |
| ワイド         | 1=5   | 280円   |

### レース概要
深谷知広が前受けで、番手は金子貴志と飯嶋則之が競り。車を下げて6番手となった深谷が打鐘すぎから仕掛けると後続は遅れる。最終ホームで単独深谷が出切って川村－成田が続きかけたが、全力で追い上げた金子がドッキング。ゴール前は3車が横に広がったが、写真判定の結果、金子の優勝。デビュー19年目でのGI初制覇を達成。2着は深谷で師弟コンビでのワンツー決着となった。切り替えてきた成田は3着に終わり、GI連勝はならず。

## その他
- 決勝戦の地上波中継は「第22回寬仁親王牌・世界選手権記念トーナメント決勝戦中継」テレビ東京《TXN系列・BSN 全7局ネット》[5]。

- 四日間の総売上は100億1664万7100円で、目標の103億円は突破しなかった。

### 競走データ
- 山崎芳仁に次ぐ、グランドスラムの近い武田豊樹は準決勝で敗退。